# Qiantu K20
Qiantu K20 – elektryczny samochód osobowy klasy subkompaktowej produkowany pod chińską marką Qiantu od 2022 roku

## Historia i opis modelu

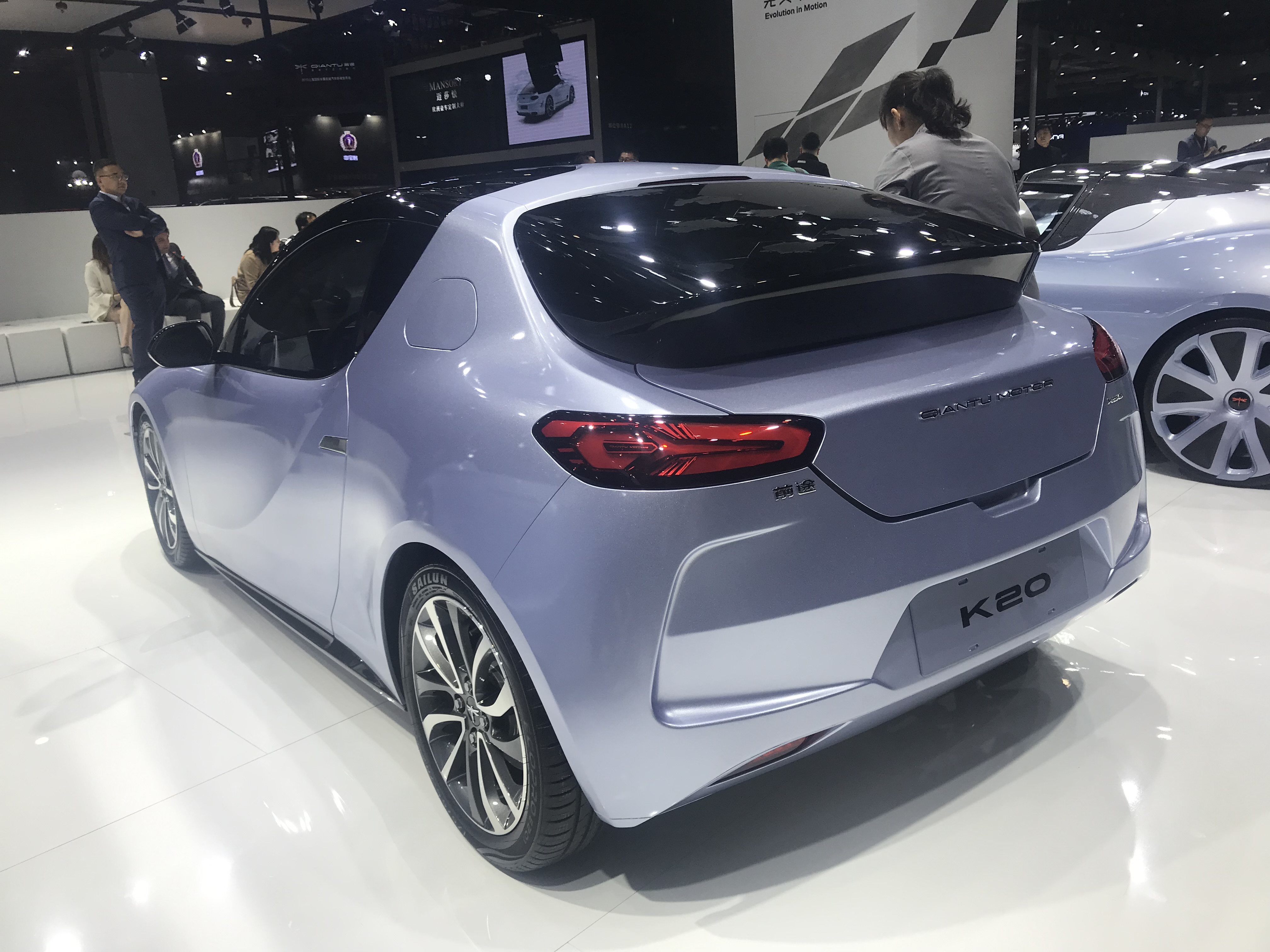
Qiantu K20 - tył

W 2019 roku chińskie przedsiębiorstwo Qiantu Motor przedstawiło prototyp niewielkiego samochodu elektrycznego Qiantu K20 Concept, którego rozwinięcie zadebiutowało dwa lata później przy okazji powrotu firmy na rynek po kłopotach finansowych. Subkompaktowy hatchback otrzymał awangardową sylwetkę z rozbudowanym pakietem przetłoczeń umożliwiającym dwubarwne malowanie nadwozia i szeroki pakiet personalizacji stylizacji pojazdu w zależności od preferencji kupującego.
Kabina pasażerska otrzymała minimalistyczną aranżację, z zestawem przyrządów okalającym kierowcę trzyczęściową taflą wyświetlaczy i niewielką liczbą fizycznych przełączników. Konsola centralna została ograniczona w wielkości, a koło kierownicy zyskało charakterystyczną, dwuramienną formę.

### Sprzedaż
K20 trafiło do sprzedaży tuż po premierze w czerwcu 2022 roku z ograniczeniem wyłącznie do wewnętrznego rynku chińskiego. Samochód wyróżnił się agresywną polityką cenową producenta zakładającej relatywnie niewielkie wartości, z 86 800 juanów za podstawowy wariant oraz 149 800 juanów za odmianę topową.

### Dane techniczne
Qiantu K20 to samochód w pełni elektryczny, do którego napędu wykorzystany został układ napędowy przenoszący moc na obie osie przy pomocy pakietu dwóch silników elektrycznych o mocy 214 KM i 290 Nm maksymalnego momentu obrotowego. Sprint od 0 do 100 km/h zajmuje 4,7 sekundy, co umożliwia m.in. niska masa całkowita wynoszaca 780 kilogramów. Samochód umożliwia przejechanie na jednym ładowaniu ok. 500 kilometrów.